# Warren Davidson
Warren Davidson, né le 1er mars 1970 à Troy (Ohio), est un homme politique américain, élu républicain de l'Ohio à la Chambre des représentants des États-Unis depuis 2016.

## Biographie
Warren Davidson est originaire de Troy dans l'Ohio. Il s'engage dans l'armée de terre et obtient un bachelor of arts de l'académie militaire de West Point en 1996. Il est également diplômé d'un MBA de l'université Notre-Dame.
En 2001, il est candidat aux élections municipales de Concord Township (en), dans la banlieue de Troy, mais il est battu. Deux ans plus tard, il est élu au conseil municipal où il siège durant un mandat de 2004 à 2005.
Après la démission de John Boehner, speaker de la Chambre des représentants des États-Unis, Davidson se présente à sa succession dans le 8e district de l'Ohio, dans le sud-ouest de l'État. Il affronte 14 autres candidats dans la primaire républicaine. Il reçoit le soutien du Tea Party et de parlementaires ayant combattu Boehner à la Chambre des représentants. Le Club for Growth (en) dépense plus d'un million de dollars en publicités en sa faveur, tandis que le représentant d'État Tim Derickson est soutenu par des organisations plus modérées. Le 15 mars 2016, il remporte la primaire avec 32 % des voix devant Derickson (24 %) et le sénateur Bill Beagle (20 %),. Il devient alors le favori de l'élection dans un district favorable aux républicains,. Le 7 juin, il est élu représentant en rassemblant 77 % des suffrages face au démocrate Corey Foister et au vert Jim Condit Jr..
Il est candidat à un mandat complet en novembre 2016 et est réélu.

## Historique électoral

### Chambre des représentants des États-Unis
| Année         | Warren Davidson | Démocrate | Vert   |
| ------------- | --------------- | --------- | ------ |
| Année         |                 |           |        |
| juin 2016     | 76,79 %         | 21,05 %   | 2,15 % |
| novembre 2016 | 68,76 %         | 26,97 %   | 4,26 % |
| 2018          | 66,6 %          | 33,4 %    | -      |
| 2020          | 69,0 %          | 31,0 %    | -      |
| 2022          | 64,6 %          | 35,4 %    | -      |
| 2024          | 62,81 %         | 37,19 %   | -      |